# Safmarine
Safmarine (Safmarine Container Lines N.V.) ist eine international tätige Containerschiffreederei mit Hauptsitz in der belgischen Stadt Antwerpen.

## Gründung
Safmarine wurde 1946 von US-amerikanischen Schiffsbesitzern und südafrikanischen Industriellen gegründet und die eingesetzten Stückgutschiffe verfügten neben den Trockenladeräumen auch über Kühlladeräume.

## Umstellung auf Container und Porthole-Kühlcontainer

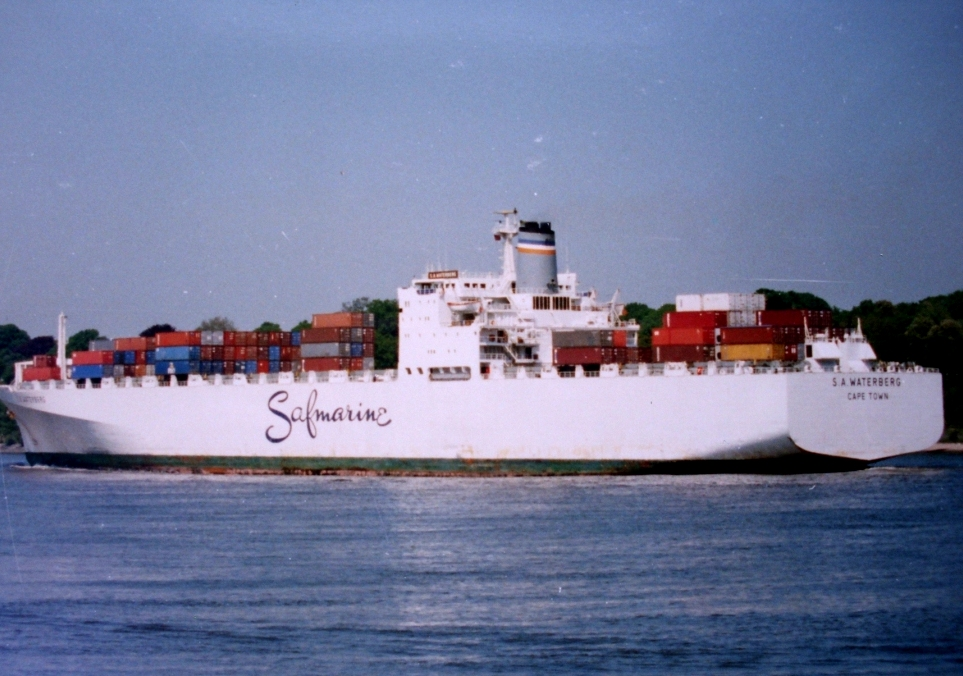
Die SA Waterberg auf der Elbe

1977 begann der Containerverkehr zwischen Europa und Südafrika (SAECS South-Africa-Europe-Container-Service) mit sieben Schiffen. Sie hatten eine Tragfähigkeit um 50.000 tdw, Anschlüsse für rund 900 Kühlcontainer (PR-TEU) und liefen 23 Knoten. Neben Safmarine mit den damals an Kühlkapazität größten Kühlcontainerschiffen SA Helderberg, SA Sederberg, SA Winterberg und SA Waterberg war auch die Deutsche Afrika-Linien (DAL) mit der Transvaal an diesem Dienst beteiligt. Alle diese Schiffe waren für Porthole-Container eingerichtet, da die Zuverlässigkeit der Integralcontainer noch nicht den Ansprüchen dieses Dienstes entsprach.

## Übernahme durch A. P. Møller-Mærsk (1999)

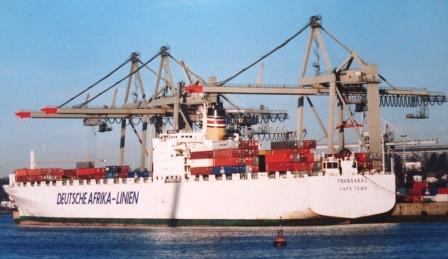
Die Transvaal in Hamburg

1996 übernahm Safmarine das belgische Unternehmen CMBT. Seitdem ist der Hauptsitz des Unternehmens auch in Antwerpen. Im Jahr 1999 wurde Safmarine von der dänischen Unternehmensgruppe A. P. Møller-Mærsk (Mærsk Line) übernommen. Heute gilt die Reederei als Spezialist für den Nord-Süd-Handel und für Afrika. Weltweit beschäftigte Safmarine über 1200 Mitarbeiter in über 130 Ländern.
Im September 2020 wurde bekannt, dass Safmarine als eigene Marke aufgegeben wird und die Leistungen unter Maersk durchgeführt werden sollen.